# Kozi Korytarz
Kozi Korytarz – jaskinia w Dolinie Bystrej w Tatrach Zachodnich. Wejście do niej znajduje się nad Kalackim Korytem, pod szczytem Kalackiej Turni, na wysokości 1399 metrów n.p.m. Jaskinia jest pozioma, a jej długość wynosi 7 metrów.

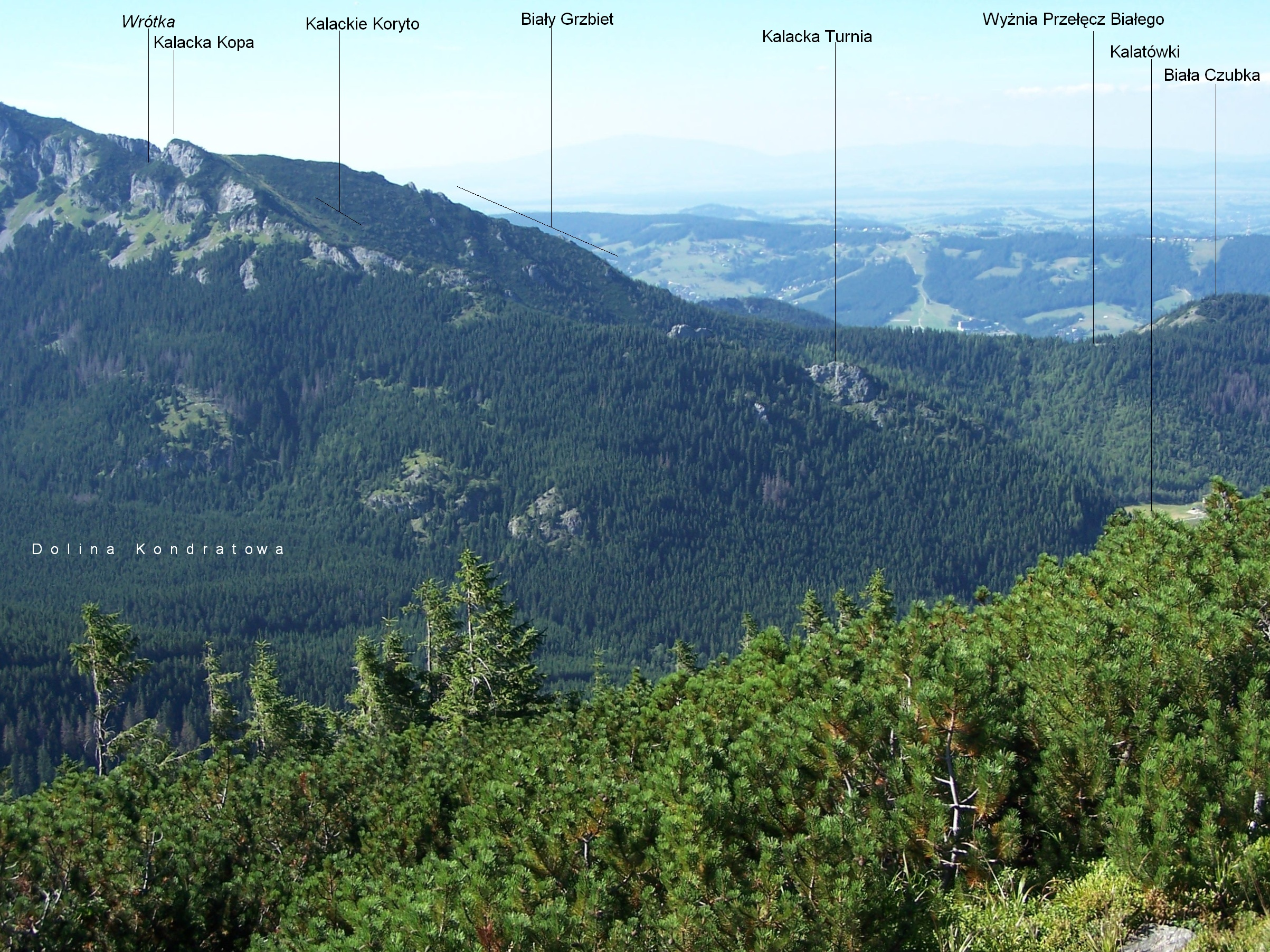
Kalacka Turnia i Kalackie Koryto

## Opis jaskini
Jaskinię stanowi poziomy, prosty korytarz zaczynający się w dużym otworze wejściowym i kończący ślepo po 7 metrach. Na jego końcu odchodzi w bok krótki korytarzyk zbyt ciasny do przejścia.

## Przyroda
W jaskini brak jest nacieków. Zamieszkują ją kozice. Ściany są wilgotne, rosną na nich mchy i porosty. 

## Historia odkryć
Jaskinię odkryli Stefan Zwoliński i Jerzy Zahorski w 1934 roku. Pierwszą wzmiankę o niej z podaniem położenia na mapach opublikował Z. Wójcik w 1966 roku.